# مرغ مگس شکم‌سیاه
مرغ مگس شکم‌سیاه (نام علمی: Eupherusa nigriventris) نام یک گونه از تیره مگس‌مرغان است. این گونه در جنگل‌های نمناک کاستاریکا و پاناما یافت می‌شود.